# Капчагай (станция)
Капчагай (каз. Қапшағай) — железнодорожная станция Казахстанских железных дорог, расположенная в городе Конаев.

## История
Станция открыта в 1970 году.
Летом 2015 года, запустилось пассажирское сообщение Алматы 1 — Капчагай, однако из-за низкого пассажиропотока меньше чем через месяц маршрут закрыли.
Летом 2016 года был запущен электропоезд Алматы — Капчагай, но в марте 2017 года движение поездов приостановлено из-за малого количества пассажиров. Несмотря на доступную стоимость проезда 80 тенге и возможность оплатить его картой «Онай», электропоезд потерял свою востребованность. В акимате это связывают с введением в эксплуатацию автомагистрали.
На август 2017 года, поезд курсировал со станции Капчагай в Алматы и обратно.
В сентябре 2020 года сообщение Алматы — Капчагай было возобновлено. В 2022 году по направлению был пущен дизель-поезд модели 630M.